# 가와타키촌
가와타키촌(川滝村)은 에히메현 우마군에 설치된 촌이다. 